# Bendiciendo a Belén
Bendiciendo a Belén (en inglés: Blessing Bethlehem) es una iniciativa benéfica de recaudación de fondos con el propósito de ayudar a los cristianos perseguidos que viven en la ciudad de Belén, ubicada en los Territorios Palestinos. El programa fue iniciado en septiembre de 2016 por el Centro para el Entendimiento y la Cooperación Judeo-Cristiana, en el festival musical LifeLight que tuvo lugar en la localidad de Sioux Falls, en Dakota del Sur.

## Historia

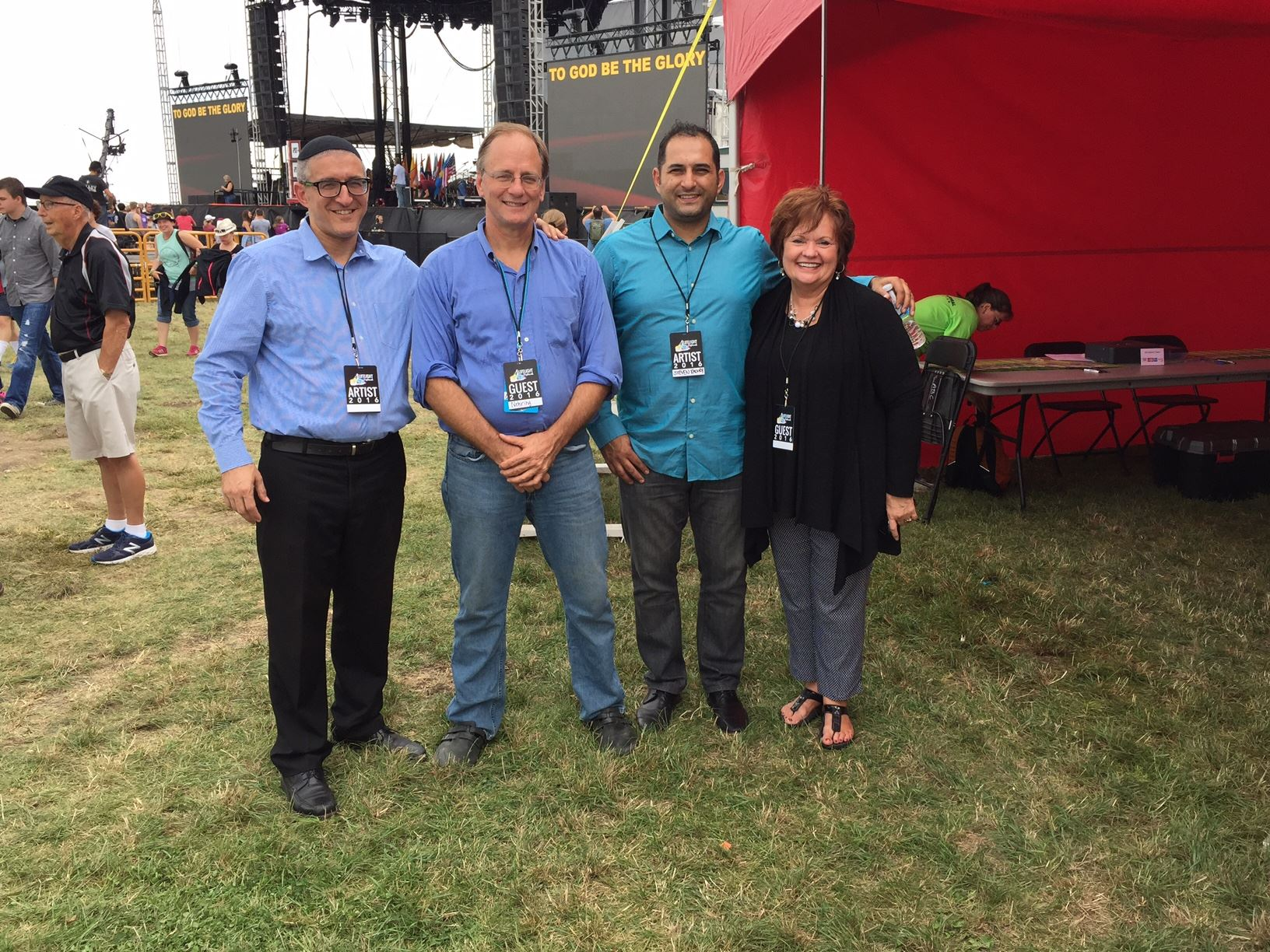
De izquierda a derecha: el exdirector asociado del centro para el entendimiento y la cooperación judeocristiana, el rabino Pesach Wolicki, David Nehring, el pastor Steven Khoury y la coordinadora en los Estados Unidos, la Sra. Janet Cain, en el Festival de Música LifeLight en Sioux Falls, Dakota del Sur, el 5 de septiembre de 2016.

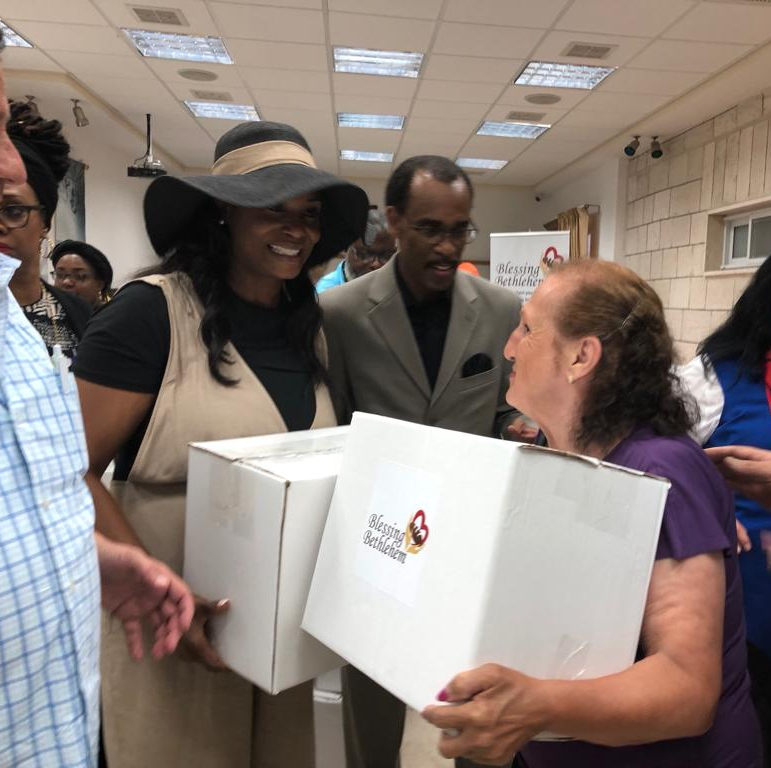
El obispo de la Iglesia de Dios en Cristo, el Sr. Glenn Plummer y su esposa la Sra. Pauline Plummer, entregando paquetes de alimentos en Belén, el 24 de julio de 2019.

El obispo de la Iglesia de Dios en Cristo (en inglés estadounidense: Church of God in Christ), el Sr. Glenn Plummer y su esposa la Sra. Pauline Plummer, entregaron paquetes de alimentos de la organización "Bendiciendo a Belén", en la ciudad de Belén, ubicada en el Estado de Palestina, el 24 de julio de 2019. En septiembre de 2012, el centro Ohr Torah Stone para el entendimiento y la cooperación, en asociación con el pastor Steven Khoury de las misiones de Tierra Santa, inició un programa de vales de comida para ayudar a la comunidad cristiana palestina local que vive en Belén. El director ejecutivo, el Sr. David Nekrutman, comenzó su diálogo con la comunidad árabe cristiana local en 2009, a través del programa de estudio bíblico de la organización. Nekrutman y Khoury se hicieron amigos y viajaron juntos por el Mundo para contarles a los cristianos y a los judíos cómo Dios está uniendo a ambas comunidades con un vínculo de amor. Ambos estaban convencidos por las enseñanzas religiosas del judaísmo de que vivir en la Tierra Prometida también implica el deber de guardar el antiguo pacto. Posteriormente se enteraron de la lucha de la comunidad árabe cristiana por su tierra y su religión. Ambos decidieron paliar el principal problema que afectaba a los cristianos de Belén, la pobreza, para ello contaron con la financiación inicial de donantes judíos estadounidenses, el programa de cupones de alimentos comenzó comprando cupones de la cadena de supermercados Rami Levy. En 2013, la Embajada Cristiana Internacional en Jerusalén (ICEJ) se unió al programa. En 2016, el programa de vales de comida pasó a llamarse: "Bendiciendo a Belén" y se presentó oficialmente en el festival musical LifeLight que se llevó a cabo en Sioux Falls, Dakota del Sur.